# پائولا کیل
پائولا کیل (انگلیسی: Paula Cale؛ زادهٔ ۲ ژوئن ۱۹۷۰) هنرپیشه اهل ایالات متحده آمریکا است. وی بین سال‌های ۱۹۹۰ تا ۲۰۱۴ میلادی فعالیت می‌کرد.
از فیلم‌ها یا برنامه‌های تلویزیونی که وی در آن نقش داشته‌است می‌توان به کیک اشاره کرد.